# Zeekr Technology Europe
Zeekr Technology Europe AB (ранее China Euro Vehicle Technology AB (CEVT)) — европейский центр исследований и разработок Geely.
Компания расположена в Инновационном центре Geely (Geely Innovation Centre), в здании площадью 100000 м2 под названием Uni3 в районе Линдхольмен в Гётеборге, Швеция.

## Бизнес
Разработка технологий и автомобилей для брендов Geely, принадлежащих Volvo Cars, Zhejiang Geely Holding Group, Lynk & Co, Polestar, Lotus Cars, LEVC, Zeekr и Proton. В 2024 году в компании работало более тысячи сотрудников на полную ставку, а годовой доход составлял около 4 миллиардов шведских крон.
Компания Zeekr Technology Europe также занимается разработками для других компаний. Она разработала платформу для роботакси Waymo.

## История
Когда китайская компания Geely приобрела шведскую компанию Volvo, то использовала платформенные технологии своей предыдущей материнской компании Ford. Компания Volvo наняла Матса Фегерхага (Mats Fägerhag), бывшего менеджера по разработке в ныне несуществующем шведском автопроизводителе Saab AB, чтобы найти партнёра по разработке для автоконцерна Volvo, выпускающего автомобили меньшего размера.
Компания Geely планировала купить научно-исследовательский и опытно-конструкторский центр в Европе, но вместо этого в 2013 году была основана компания CEVT, чьим генеральным директором стал Матс Фегерхаг. Офис компании расположен в Гётеборге, где находится штаб-квартира Volvo. В компании CEVT работают инженеры, ранее работавшие в Saab.
Первой основной задачей CEVT была разработка платформы CMA для небольших автомобилей Volvo, которая также должна была применяться в автомобилях Lynk & Co. Отличия в том, что для Volvo компания CEVT разрабатывала только автомобильную платформу, а для Lynk было поручено спроектировать весь автомобиль, включая кузов и интерьер, и в результате этого сотрудничества появились модели Lynk & Co 01, 02 и 03.
В 2016 году был представлен первый автомобиль Lynk & Co, разработанный компанией CEVT, а в 2017 году — Volvo XC40 (на платформе CMA).
Компания CEVT также разработала модульную платформу SEA для электромобилей. В основном, на платформе SEA базируются такие автомобили, как Zeekr 001, Polestar 4, Volvo EX30, Smart #1 и Smart #3.
Кроме автомобилей и разработки платформ, компания CEVT также разрабатывает общие решения для автономного вождения, электрификации автомобилей, транспортных решений, разработки программного обеспечения и компонентов для Geely Group, например, семиступенчатую трансмиссию с двумя сцеплениями, представленную в 2019 году.
4 сентября 2023 года Джованни Ланфранки (Giovanni Lanfranchi) стал новым генеральным директором CEVT, и за год до этого изменения в руководстве компания начала позиционировать себя как «европейский научно-исследовательский центр Zeekr» («European R&D centre for Zeekr»), а также как «семейство Geely, в которое входят Zeekr, Geely Auto, Volvo Cars, Lynk & Co и Lotus» («Geely family, such as Zeekr, Geely Auto, Volvo Cars, Lynk & Co and Lotus»). В марте 2024 года компания CEVT была переименована в Zeekr Technology Europe AB, что отражает её роль в развитии и глобальной экспансии Zeekr.